# アール・アグノリー
アール・レーン・アグノリー・トンプソン（Earl Rene Agnoly Thompson, 1975年11月18日）は、パナマ共和国コロン出身の元プロ野球選手（外野手）。右投右打。

## 経歴
1998年7月に第33回IBAFワールドカップのパナマ代表に選出された。8月に中央アメリカ・カリブ海競技大会の野球パナマ代表に選出された。
2001年11月に第34回IBAFワールドカップのパナマ代表に選出された。
2002年11月に第15回IBAFインターコンチネンタルカップのパナマ代表に選出された。
2005年9月に第36回IBAFワールドカップのパナマ代表に選出された。同大会では銅メダルの成績だった。
2006年開幕前の3月に第1回WBCのパナマ代表に選出された。7月に中央アメリカ・カリブ海競技大会の野球パナマ代表に選出された。
2007年7月にパンアメリカン競技大会の野球パナマ代表に選出された。11月に第37回IBAFワールドカップのパナマ代表に選出された。
2008年にコパ・アメリカ・デ・ベイスボルのパナマ代表に選出された。
2009年開幕前の3月に、第2回WBCのパナマ代表に選出され、2大会連続2度目の選出を果たした。

## 選手としての特徴
- 俊足とシュアなバッティングが武器である。

## 詳細情報

### 代表歴
- 1998 IBAFワールドカップ パナマ代表
- 1998年中央アメリカ・カリブ海競技大会野球パナマ代表
- 2001 IBAFワールドカップ パナマ代表
- 2002 IBAFインターコンチネンタルカップ パナマ代表
- 2005 IBAFワールドカップ パナマ代表
- 2006 ワールド・ベースボール・クラシック・パナマ代表
- 2006年中央アメリカ・カリブ海競技大会野球パナマ代表
- 2007年パンアメリカン競技大会野球パナマ代表
- 2007 IBAFワールドカップ パナマ代表
- 2008 コパ・アメリカ・デ・ベイスボル パナマ代表
- 2009 ワールド・ベースボール・クラシック・パナマ代表